# The Tax Collector
The Tax Collector es una película de suspenso y acción estadounidense de 2020 escrita, dirigida y producida por David Ayer. La película está protagonizada por Bobby Soto, Cinthya Carmona, George López y Shia LaBeouf, y sigue a dos ejecutores (conocidos como "recaudadores de impuestos") que trabajan para un señor del crimen de Los Ángeles cuyo negocio se trastorna, lo que resulta en que uno de ellos proteja desesperadamente a su familia de un viejo rival.
The Tax Collector fue estrenada en los Estados Unidos el 7 de agosto de 2020 por RLJE Films.

## Reparto
- Bobby Soto como David Cuevas[3]
- Shia LaBeouf como "Creeper"[3]
- Cinthya Carmona como Alexis Cuevas
- George Lopez como el tío Louis
- Jay Reeves como "Peanut"
- Lana Parrilla como Favi
- Chelsea Rendon como Lupe
- Cheyenne Hernandez como "Gata"
- Gabriela Flores como Jazmín
- Elpidia Carrillo como Janet
- Jose "Conejo" Martin como "Conejo"
- Brian Ortega como "Veneno"
- Brendan Schaub como "Fat Patrick"
- Jimmy Smits como "Wizard" Cuevas
- Cle Shaheed Sloan como "Bone"

## Producción
El 21 de junio de 2018 se anunció que Shia LaBeouf y David Ayer se unirían para la película The Tax Collector. En julio de 2018, Chelsea Rendón, Cinthya Carmona, Lana Parrilla, Gabriela Flores y George Lopez se unieron al elenco de la película. Para su papel en la película, LaBeouf se tatuó todo el pecho.
La fotografía principal comenzó el 16 de julio de 2018 y finalizó el 16 de agosto de 2018.

## Estreno
En mayo de 2020, RLJE Films adquirió los derechos de distribución de la película. Esta estrenó la película en salas limitadas y digitalmente a pedido el 7 de agosto de 2020. Debido a la pandemia de COVID-19, la película se estrenó en el cine Vineland Drive-In en City of Industry, California, el 30 de julio de 2020.